# Alienígenas en Londres
Alienígenas en Londres (Aliens of London) es el cuarto episodio de la primera temporada de la serie británica de ciencia ficción Doctor Who, emitido originalmente el 16 de abril de 2005. Su autor es Russell T Davies y su director Keith Boak, y es la primera parte de una historia en dos entregas que concluye con Tercera Guerra Mundial.

## Argumento
El Noveno Doctor, cuando intenta devolver a Rose Tyler a la Tierra doce horas tras su partida, comete un error de cálculo y aterriza doce meses después de marcharse. La madre de Rose, Jackie, está furiosa con ella, creyendo que la habían secuestrado y asesinado. También está enfadado el novio de Rose, Mickey Smith, porque sospecharon que él la había asesinado. Rose expresa su frustración de no poder decir la verdad de dónde ha estado. Cuando están dando un paseo, ven cómo una nave espacial se estrella contra el Big Ben y cae en el río Támesis. El centro de Londres se cierra mientras la población se emociona ante la posibilidad de un primer contacto con especies alienígenas. El Doctor sospecha que es un truco, y usa la TARDIS para aterrizar dentro del hospital donde han llevado al piloto alienígena. El Doctor descubre que la nave se lanzó desde la Tierra, y que el piloto es un cerdo común modificado por tecnología alienígena...

### Continuidad
Continuando con la temática del "lobo malo" que tuvo prominencia durante la temporada, un niño pinta con spray esa frase en la TARDIS.
El Doctor le dice a Rose que tiene 900 años. En la última mención en pantalla de la edad del Doctor, en Time and the Rani, dijo que tenía 953 años.
UNIT se menciona entre los expertos en alienígenas. Es su primera aparición en televisión desde el serial de 1989 Battlefield. El Doctor menciona haber trabajado con ellos en el pasado, pero dice que ahora no le reconocerían, aludiendo a su regeneración.
Toshiko Sato, la patóloga del gobierno en este episodio, regresaría en el spin-off de Doctor Who, Torchwood, donde se mencionan brevemente los eventos de este episodio. En Torchwood, Toshiko es una experta en informática y no patóloga, y esto se explica allí porque Owen estaba con resaca y Toshiko le sustituyó y mintió al decir que era doctora para examinar al cerdo espacial.

## Producción
Para el hospital Albion se usó la Enfermería Real de Cardiff. El exterior del 10 de Downing Street era una casa similar en el centro de Londres, mientras que el interior se rodó en Hensol Castle, Vale of Glamorgan. El piso de Mickey es el mismo decorado que el de Jackie y Rose.
Russell T Davies escribió el papel de Harriet Jones específicamente para Penelope Wilton, que se vio atraída por el papel debido a la calidad del guion. Ya había trabajado con Davies en Bob and Rose.

## Recepción
Las mediciones nocturnas mostraron que Alienígenas en Londres fue visto por 7 millones de espectadores en Reino Unido con un share del 34%. Cuando se hicieron los cálculos finales, las cifras subieron a 7,63 millones de espectadores.

## Publicaciones comerciales
Este episodio junto con Tercera Guerra Mundial y Dalek fueron los primeros que se publicaron en UMD para PlayStation Portable. Después se publicaron los tres en un DVD, y por último en la compilación en DVD de toda la temporada.